# Jones Country
Jones Country è un album in studio del cantante statunitense George Jones, pubblicato nel 1983.

## Tracce
1. Radio Lover – 3:26 (Curly Putman, Ron Hellard, Bucky Jones)
2. Dream On – 3:23 (Dennis Lambert, Brian Potter)
3. Hello Trouble – 2:26 (Orville Couch, Eddie McDuff)
4. Burning Bridges – 2:39 (Walter Scott)
5. Wino the Clown – 3:51 (Curly Putman, Ron Hellard, Bucky Jones)
6. You Must Have Walked Across My Mind Again – 2:54 (Wayne Kemp, Warren Robb)
7. I'd Rather Die Young – 2:51 (Beasley Smith, Billy Vaughn, Randy Wood)
8. Girl at the End of the Bar – 3:26 (John Anderson, Lionel Delmore)
9. One of These Days (But Not Tonight) – 2:26 (Earl Montgomery)
10. Famous Last Words – 3:16 (Curly Putman, Ron Hellard, Bucky Jones)